# 赖家王老五
《赖家王老五》（英語：Failure to Launch）是2006年由汤姆·戴伊执导的一部美国浪漫喜剧片，由马修·麦康纳和莎拉·潔西卡·帕克主演。影片主要讲述了一名35岁的男子与父母同住，然而他对于离开父母，尤其是脱离自己母亲为其打造的舒适生活这件事毫无兴趣的故事。影片于2006年3月10日上映，总票房超过1.28亿美元。